# Povratak u budućnost (franšiza)
Povratak u budućnost (eng. Back to the Future) američka je znanstveno-fantastična avanturistička filmska serija, koju je napisao i režirao Robert Zemeckis, producirali Bob Bob i Neil Canton za Amblin Steven Spielberg, a distribuira Universal Pictures. Franšiza prati avanture srednjoškolca, Martyja McFlyja (Michael J. Fox) i ekscentričnog znanstvenika, doktora Emmetta L. Browna (Christopher Lloyd), dok oni koriste vremenski uređaj DeLorean za vrijeme putovanja u različita razdoblja u povijesti Hill Valleya, Kalifornija.
Prvi film bio je film s najviše zarada 1985. godine i postao je međunarodni fenomen, što je dovelo do drugog i trećeg filma, koji je bio filmska produkcija unazad, objavljena 1989. i 1990. Iako se nastavci nisu baš najbolje pokazali na blagajni kao prvi film, trilogija ostaje neizmjerno popularna i urodila je takvim spin-offovima kao animirana televizijska serija i vožnja simulacijom pokreta u tematskim parkovima Universal Studios u Universal Cityju, Kalifornija; Orlando, Florida; i Osaka u Japanu (svi su sada zatvoreni), kao i videoigre i scenski mjuzikl. Vizualne efekte filma radili su Industrial Light i Magic. Trilogija je nominirana za ukupno pet nagrada Oskar, osvojivši jednu za (najbolju montažu zvuka).

## Filmovi
- Povratak u budućnost
- Povratak u budućnost 2
- Povratak u budućnost 3

## Vanjske poveznice
- Službena stranica – backtothefuture.com